# Historia de taxi
«Historia de taxi» es el nombre del cuarto sencillo del álbum Historias del cantautor guatemalteco Ricardo Arjona que fue lanzado en 1994.

## Tema
Este tema habla sobre un taxista con problemas matrimoniales que sale a buscar pasajeros en un día sin muchos clientes, según él, era un día de esos malos donde no hubo pasaje.
En la salida de un bar recoge a una pasajera y la describe así: Las lentejuelas de un traje, me hicieron la parada. Era una rubia preciosa, llevaba minifalda. El escote en su espalda, llegaba justo a la gloria.
Durante los primeros cuarenta minutos de travesía no se hablaron, pero el taxista claramente se veía atraído por esta pasajera.
Empieza el diálogo entre ambos cuando él pregunta por quien llora y ella contesta por un tipo que se cree que por rico, puede venir a engañarme
El taxista le aconseja olvidar aquel amor, y si quería podía vengarse a través del no caiga usted por amores debe de levantarse, cuente con su servidor si lo que quiere es vengarse
Luego la mujer invita al taxista a su casa supuestamente a un trago pero había otras intenciones escondidas. Me dijo doble en la esquina, iremos hasta mi casa, después de un par de tequilas, veremos que es lo que pasa
Los dos retornan al bar donde inició el viaje, en eso, la mujer le señala a su pareja que, increíblemente, estaba con la esposa del taxista: mira si es grande el destino y esta ciudad es chica, era mi mujer
El taxi era un modelo Volkswagen Sedán de 1968, tal como lo describe una parte del estribillo de la canción. Además por la historia que narra esta canción, se asemeja a las aventuras de la famosa película de Herbie o el Cupido Motorizado.

## Versiones
•El álbum Vivo (1999) contiene un arreglo entre la canción Ella y el e historia de taxi. Vivo (álbum de Ricardo Arjona)
•El álbum Quién dijo ayer (2007) contiene una versión de Historia de taxi a dúo con el cantante y actor estadounidense de origen puertorriqueño Marc Anthony, La adaptación está en salsa, estilo tradicional de Anthony.
•La canción está incluida dentro del álbum Simplemente lo mejor (2008) de Ricardo Arjona.[https://web.archive.org/web/20091225034055/http://www.bangbangmusica.com/noticias/89-musica/2610-simplemente-lo-mejor-ricardo-arjona